# Angela Bofill
Angela Bofill (Bronx, 1954. május 2. – Vallejo, 2024. június 13.) énekesnő, dalszerző. 1970-es évek közepén kezdődött pályafutása. Leginkább olyan kislemezeiről ismert, mint a „This Time I'll Be Sweeter”, az „Angel of the Night” és az „I Try”. Karrierje több mint négy évtizeden át tartott.

## Pályafutása
Angela Bofill New York Brooklyn kerületében született kubai apa és Puerto Ricó-i anya gyermekeként. A Bronxban nevelkedett. Latin zenét hallgatva nőtt fel, de amerikai előadók is inspirálták. Gyermekkorában klasszikus zenét tanult. A New York-i All City Chorusban énekelt, amelyben a kerülete összes középiskolájának legjobb énekesei léptek fel. A Hunter College High Schoolban 1972-ben érettségizett. Utána a Manhattan School of Musicon tanult, ahol 1976-ban zenei diplomát szerzett.
Bofill tinédzserként kezdte profi pályafutását. A Group and Dance Theater of Harlem kórussal lépett fel. Barátja, a dzsesszfuvolista Dave Valentin bemutatta be Dave Grusinnak és Larry Rosennek a GRP Records lemezkiadónál. Leszerződtették, és 1978-ban elkészítették első albumát (Angie). Az Angie-t mind a kritika, mind a kereskedelem jól fogadta. Egy évvel később megjelent a második albuma, az „Angel of the Night”. Az albumon szerepelt a „What I Wouldn't Do (For the Love of You)” című slágerlistás szám és a „I Try” című dal, amelyet Bofill is írt. Az albumok fogadtatása Bofillt az első latin énekesek közé sorolta, akik sikert arattak az R&B- és dzsessz-piacokon.
Bofill teltházas koncertet adott a Newport Jazz Festivalon 1980-ban. Az Arista Records vezetője forgalmazási szerződést kötött a GRP-vel.
Kiadót váltott a következő albumához, a „Something About You”-hoz (1981). :Bár ez nem volt olyan sikeres, mint a korábbi kiadványok, a „Holdin' Out for Love” című dal is bekerült az R&B Top 40-be. A következő év új albuma a „Too Tough” volt. A címadó dal az 5. helyre került az R&B listán. A folytatásban megjelent kislemez, a „Tonight I Give In” bekerült a Top 20-ba. Néhány hónappal később Bofill kiadta utolsó közös albumát a producer Narada Michael Waldennel, a „Teaser”-t. Az album nem érte el a Too Tough sikerét, de egy Top 20-as R&B slágert, az „I'm On Your Side”-ot is tartalmazta, amelyet több előadó is feldolgozott − köztük Jennifer Holliday – akinek 1991-ben Top 10-es slágere volt vele.
Bofill még két albumot vett fel az Arista kiadónál, mielőtt az 1980-as évek közepén elhagyta a kiadót. Lánya születése után a Capitol Recordshoz igazolt. Utolsó jelentős slágerlistás sikerét, Gino Vannelli "I Just Wanna Stop" című dalának feldolgozását érte el, amely a 11. helyet érte el az R&B listán.
A következő nyolc évben további három albumot vett fel, és vokálozott Diana Ross és Kirk Whalum albumain. Élőben lépett fel jelentős közönség előtt, különösen Ázsiában. Szerepelt a „God Don't Like Ugly” és a „What a Man Wants, What a Man Needs” című színdarabokban. Több előadót felvonultató dzsesszkoncertekkel is turnézott az Egyesült Államokban és Európában.
Visszatért a színpadra az „Angela Bofill Experience” című műsorban, miután 2007-ben, második szélütése után elvesztette énekhangját és féloldalára megbénult. Egy műsorban elmesélte életét és karrierjét. Ebben a műsorban Maysa Leak, Phil Perry és Melba Moore a legnagyobb slágereit adták elő. A kaliforniai Santa Rosában található Sutter Kórházban lábadozott, január 15-én engedték ki az intenzív osztályról, beszéd- és fizikoterápiára szorulva. Nem volt egészségbiztosítása, ezért egy jótékonysági koncertet szerveztek a kórházi számláinak kifizetésére. 
2012-ben interjút készítettek vele a „TV One” dokumentumfilm-sorozatához. 2024. június 13-án, 70 éves korában hunyt el lánya otthonában.

## Albumok
- 1978: Angie
- 1979: Angel of the Night
- 1983: Too Tough
- 1983: Teaser
- 1984: Let Me Be the One
- 1985: Tell Me Tomorrow
- 1988: Intuition
- 1993: I Wanna Love Somebody
- 1996: Love in Slow Motion
- 2006: Live from Manila (live)

## Filmek
- Angela Bofill az IMDb-n

## Díjak
- 2023: Women Songwriters Hall of Fame
- 1984: American Music Awards: Best R&B/Soul Female Artist – jelölés
- 1984: Bay Area Music Awards: Kiemelkedő kortárs együttes

## Fordítás
- Ez a szócikk részben vagy egészben  az   Angela Bofill című angol Wikipédia-szócikk ezen változatának fordításán alapul.  Az eredeti cikk szerkesztőit annak laptörténete sorolja fel. Ez a jelzés csupán a megfogalmazás eredetét és a szerzői jogokat jelzi, nem szolgál a cikkben szereplő információk forrásmegjelöléseként.